# ヴィヴィアン・マイヤー
ヴィヴィアン・ドロシー・マイヤー（英語: Vivian Dorothy Maier、1926年2月1日 - 2009年4月21日）は、アメリカ合衆国のアマチュア・ストリート・フォトグラファーである。生前はまったくの無名であったが、死後、その作品が発見され、高い評価を得た。マイヤーは生涯にわたり15万枚以上の写真を撮影した。その撮影対象は主にシカゴ、ニューヨーク、ロサンゼルスの人々や建築物であったが、一度は世界各地を旅して撮影したこともあった。
生前、マイヤーの写真は世に知られることなく、また発表されることもなく、ネガフィルムの多くは現像されないままの状態だった。シカゴを拠点とするコレクターであるジョン・マルーフは2007年にマイヤーの写真の一部を入手し、また同様にシカゴを拠点とする他の2人のコレクター、ロン・スラッタリとランディ・プラウも同じ時期にオークションにかけられたマイヤーの箱やスーツケースの中からプリントやネガフィルムを発見した。マイヤーの写真は2008年7月にスラッタリによって初めてウェブ上で公開されたが、反響はほぼまったくなかった。2009年10月、今度はマルーフが自身のブログに写真共有サイトFlickrに掲載されたマイヤーの写真セレクションをリンクしたところ、たちまちのうちにウェブ上で拡散し、何千もの人々が興味を示すところとなった。マイヤーの作品はその後、批評家の間でも評価を高め、それ以来、マイヤーの写真展は世界各地で開催されている。
マイヤーの生涯と作品は書籍、音楽、そしてドキュメンタリー映画の題材となっており、その中にはトロント国際映画祭でプレミア上映された映画『ヴィヴィアン・マイヤーを探して』（2013年）があり、第87回アカデミー賞で長編ドキュメンタリー映画賞にノミネートされた。

## 生い立ち
マイヤーの生涯についてはその多くが詳らかとなっていない。彼女は1926年にニューヨーク市で、フランス人の母マリア・ジョソーとオーストリア人の父チャールズ・マイヤーの娘として誕生した。幼少期に何度か米国とフランスを行き来し、フランスでは母の親族が近所に住むアルプスの村サン＝ボネ＝アン＝シャンソールで母と暮らした。彼女の父親は1930年までに理由は不明だが一時的に家族のもとを離れていたようである。1930年の国勢調査によると、世帯主はジャンヌ・ベルトランと記載されている。ベルトランは成功した写真家であり、ホイットニー美術館の創設者ガートルード・ヴァンダービルト・ホイットニーの知己でもあった。マイヤーが4歳のとき、彼女と母親はベルトランとともにブロンクスへ引っ越した。
1935年当時、ヴィヴィアンと母親はサン＝ジュリアン＝アン＝シャンソールに住んでいたが、3年後、ニューヨークへ戻った。1940年の国勢調査によると、チャールズ、マリア、ヴィヴィアン、チャールズ・ジュニアはニューヨークに居住しており、父親のチャールズは蒸気機関士として働いていた。

## 経歴
1951年、25歳になったマイヤーはフランスからニューヨークへ移住し、搾取工場で働いた。1956年にシカゴのノースショア地区に移り、その後40年間にわたって、主に乳母と介護者として働いた。シカゴでの最初の17年間、マイヤーは2つの家族の乳母として、つまり1956年から1972年まではゲンスバーグ家で、1967年から1973年まではレイモンド家で乳母として働いた。レイン・ゲンスバーグは後にマイヤーについて「彼女はまるで本物のメリー・ポピンズのようだった」と語り、子供たちに対して見下した話し方をするようなことは決して無く、子供たちが住む裕福な郊外の外側に広がる世界を見せようとする毅然たる意思の持ち主だったと語った。
彼女を雇っていた家族は、彼女は心のうちを覗かせることのほとんど無かった人だと述べ、休日はシカゴの街を歩き回り、たいていはローライフレックスで写真を撮っていたと伝えている。彼女は写真を撮る際、しばしば幼い子供たちをシカゴの中心街に連れて行った。ときには子供たちをシカゴのあまり治安の良くない、荒廃した地域に連れて行き、あるときは屠殺された羊の死体が並んでいるストックヤード(en)にも連れて行った。
ドキュメンタリー映画『ヴィヴィアン・マイヤーを探して』（2013年）と『ヴィヴィアン・マイヤー：乳母の写真を撮ったのは誰／ヴィヴィアン・マイヤーの謎』（2013年）の中で、マイヤーの雇用主とその子供たちへのインタビューから、マイヤーはさまざまなアクセントで話したり、複数の名前を使ったり、またはそのときによって違う生活の仔細を語ったり、種々様々な方法で自分自身を他人に見せていたことが窺われ、またある子供たちにとっては活気を与える前向きな存在だった一方、他の子供たちにとっては怖ろしく、虐待的な存在でもあり得たことが窺われる。
マイヤーの写真のキュレーターであるジョン・マルーフは、彼女が子守をしていた子供たちが後に彼女について語ったことを次のように要約している。
彼女は社会主義者であり、フェミニストであり、映画評論家であり、ありのままを語るタイプの人間だった。彼女は映画館に行くことで英語を学んだ。映画館に行くのが大好きだったんだ…彼女は倦むことなく写真を撮っていたが、それを誰に見せるわけでもなかった。
1959年から1960年にかけて、マイヤーは世界一周の単独旅行に乗り出し、ロサンゼルス、フィリピン、タイ、香港、ベトナム、マレーシア、シンガポール、インド、イエメン、エジプト、ギリシャ、レバノン、シリア、トルコ、イタリア、フランス、スイスなどで写真を撮影した。この旅行の資金は、サン＝ジュリアン＝アン＝シャンソールにあった家族の農場の売却によって賄われたようだ。1970年代の短期間、マイヤーはトークショーの司会者フィル・ドナヒューの家政婦として働いた。彼女は雇用主の家に私物を保管しており、ある家には200箱もの私物を詰め込んでいた。そのほとんどは写真やネガフィルムだったが、さらにマイヤーは新聞も集めていた。少なくとも一度は、新聞の山が「肩の高さまで」積まれていたこともあった。彼女はまた、撮影した人々との会話も録音していた。

## 晩年
彼らが子供のころ、マイヤーが面倒を見ていたゲンスバーグ兄弟は、老齢で困窮する彼女を助けようとした。シセロ郊外の低所得層向けのアパートから追い出されそうになった彼女を、ゲンスバーグ兄弟はシカゴのロジャースパーク地区のシェリダンロードにあるより良いアパートに住めるように手配したのだ。2008年11月、マイヤーは氷の上で転倒し、頭を打った。病院に搬送されたが、回復には至らず、2009年1月にシカゴ郊外の老人ホームに移送されたが、同年4月に亡くなった。彼女は、1960年代初頭に子供たちの世話をしていた家族の家の近くの渓谷にある野イチゴ畑に埋葬された。『ヴィヴィアン・マイヤーを探して』の中で、その子供だった一人が「思うにそこは彼女のお気に入りの場所だった。だからそこに埋葬されたんだ。」と語っている。

## 発見と評価

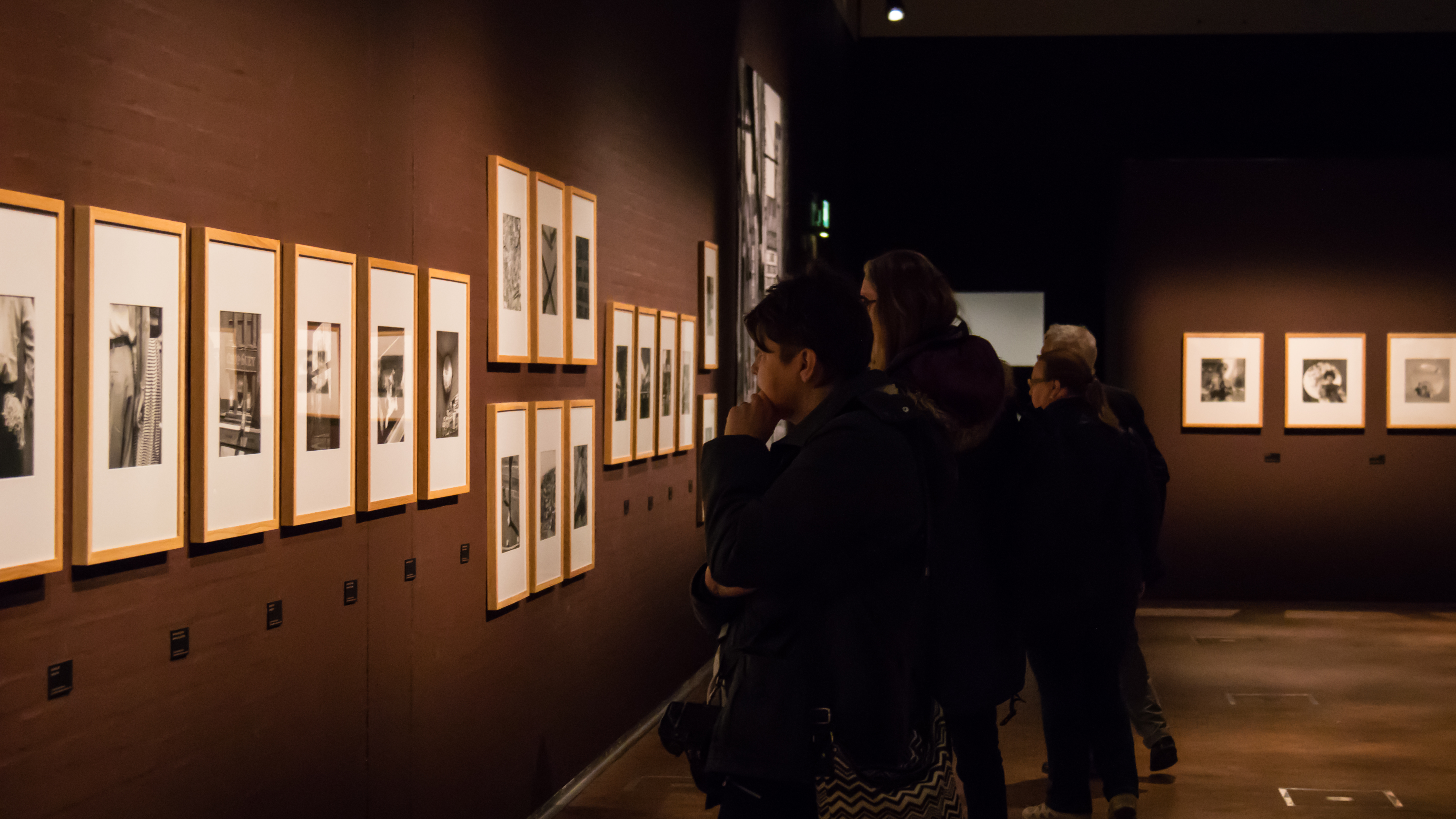
スウェーデン、ヘルシンボリでの展覧会、2016年

2007年、すなわち死の2年前、マイヤーはシカゴのノースサイドに借りていた倉庫の賃料を滞納した。その結果、彼女のネガフィルム、プリント、音声録音、8ミリフィルムがオークションにかけられた。ジョン・マルーフ、ロン・スラッタリ、ランディ・プラウの、3人の写真コレクターが、彼女の作品の一部を落札した。マイヤーの写真は2008年7月にスラッタリによってウェブ上で初めて公開されたが、反響はほぼまったくなかった。
マルーフはシカゴのポーテージパーク地区の歴史に関する本を執筆中だったため、マイヤーの作品の大部分、約3万枚のネガフィルムを落札していた。マルーフは後に同オークションでのもう一人の落札者からマイヤーの写真をさらに購入した。マルーフは箱の中にマイヤーの名前を発見していたものの、2009年4月にGoogle検索でヒットした、シカゴトリビューン紙掲載のマイヤーの訃報を見つけるまで、彼女について何ひとつ知ることはできなかった。2009年10月、マルーフが自身のブログに写真共有サイトFlickrに掲載されたマイヤーの写真セレクションをリンクしたところ、たちまちのうちにウェブ上で拡散し、何千もの人々が興味を示すところとなった。
2010年初頭、シカゴの美術収集家ジェフリー・ゴールドスタインは、最初の落札者の一人であるプラウの落札分のマイヤー作品の一部を購入した。その後、ゴールドスタイン収蔵のマイヤー作品コレクションは17,500枚のネガフィルム、2,000枚のプリント、30本のホームムービー、多数のスライドフィルムを含むまでに大きくなった。2014年12月、ゴールドスタインは白黒ネガフィルムのコレクションをトロントのスティーブン・バルガー・ギャラリーに売却した。マルーフ・コレクションを運営するマルーフは現在、マイヤーの全作品の約90%を所有しており、これには10万から15万枚のネガフィルム、3,000枚以上のビンテージプリント、数百本のフィルム、ホームムービー、音声テープインタビュー、およびカメラや書類などの作品以外のものも含まれている。マルーフの主張によれば、前述の通り、これらはマイヤーの既知の作品の約90%に相当する。
没後に発見されて以来、マイヤーの写真とその発掘は主要メディアを通じて国際的な注目を集めており、彼女の作品はギャラリーでの展覧会、数冊の写真集などの出版物、ドキュメンタリー映画のかたちで見ることができる。

### 訴訟
2014年6月、弁護士で元写真家のデイビッド・C・ディールは、マイヤーのネガフィルムの現所有者の商品化権に異議を申し立てる訴訟を起こした。この訴訟は、アメリカ法で認められるべきマイヤーの遺産の法定相続人（フランス在住の親族）がいるかどうかを立証しようとするものだった。アメリカの著作権法では、写真の所有と著作権の所有は別物であり、特に遺産の相続人候補がアメリカ国外に住んでいる理由から、この訴訟の解決には数年かかる可能性がある。マイヤーの既知の写真の大半を所有するマルーフは、以前フランス在住のいとこ違いを探し出して権利料を支払っていたが、ディールはフランスで遺産の受益者となり得るより近い親族を見つけたと考えている。
この紛争を受けて、イリノイ州クック郡はマイヤーの遺産管理団体を設立した。2016年、郡が管理する遺産管理団体はマルーフと和解に達し、マルーフはマイヤー作品のプロモーション活動を継続し、収益の一部を額面は非公開として受け取ることとなった。ゴールドスタインは遺産管理団体との和解を拒否し、2017年に著作権侵害でクック郡から訴訟を起こされた。2018年現在、遺産管理団体はマイヤーの正当な相続人をまだ確定していない。

## 写真
アーティストで写真評論家のアラン・セクーラは、マイヤーが幼少期の多くをフランスで過ごしたことが、アメリカの都市や社会に対する視覚的理解を研ぎ澄ませたと述べている。セクーラは、マイヤーの作品をスイス生まれの写真家ロバート・フランクの作品と比較している。
マルーフはマイヤーの作品について、「シカゴに古くからあるポーランド人街(en)に集まる老人たち、派手な服を着た老婦人、そして都会のアフリカ系アメリカ人たちの世界は、すべてマイヤーのレンズにとって格好の標的だった」と述べている。写真家のメアリ・エレン・マークは、マイヤーの作品をヘレン・レヴィット、ロバート・フランク、リゼット・モデル、そしてダイアン・アーバスの作品と比較している。同じくストリート・フォトグラファーのジョエル・マイロウィッツは、マイヤーの作品は「人間的な理解、温かみ、そして遊び心に満ちており、彼女が『真の写真家』であったことを証明している」と述べている。
マイヤーの最も有名な写真は、1950年代から60年代にかけてのシカゴとニューヨークの街頭風景を捉えたものだ。インデペンデント紙の批評家は「シカゴの裕福な買い物客はデパートの華やかな衣装をまとってマイヤーの前を歩き回り、おしゃべりに興じているが、最も目を惹く被写体は、1950年代から60年代にかけての成功し裕福だったアメリカの周縁にいた人々、つまり子供たち、黒人メイド、店先のステップで眠り込む浮浪者たちだ」と書いた。マイヤーの写真のほとんどは白黒で、その多くは通りすがりの人々のつかの間の瞬間を捉えた何気ないショットだが、「それにもかかわらず、それらのショットの根底には威厳と感情が宿っている」。

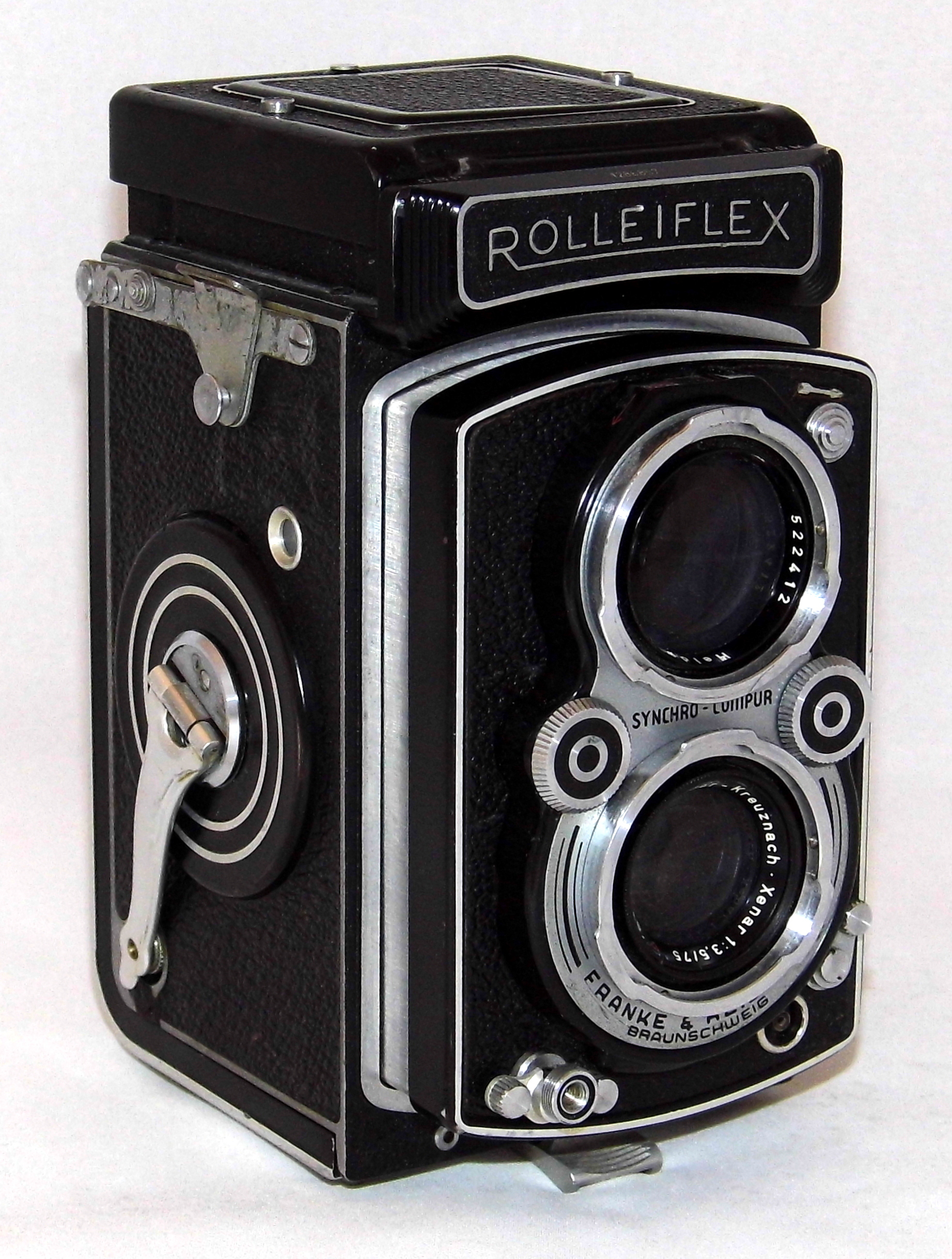
ローライフレックス・オートマット

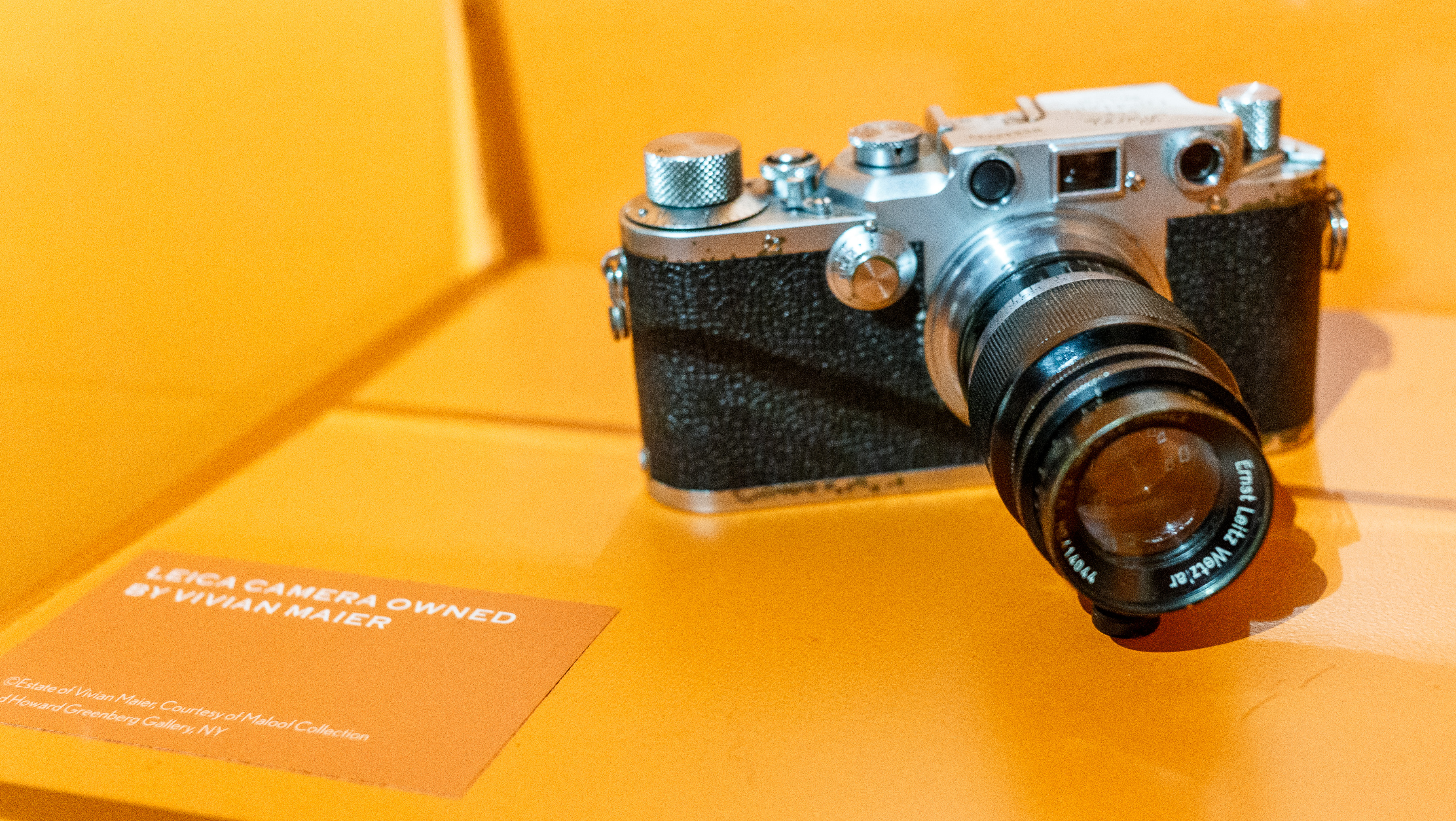
マイヤーが所有していたライカ

1952年、マイヤーは初めてローライフレックスを購入した。その後、彼女はキャリアを通じて、ローライフレックス3.5T、ローライフレックス3.5F、ローライフレックス2.8C、ローライフレックス・オートマットなどを使用した。その後、レンジファインダーカメラのライカIIIcや、イハゲー・エクサクタ、ツァイス・コンタレックスなどの一眼レフカメラも使用した。
ウィリアム・マイヤーズは、ウォール・ストリート・ジャーナル紙上で、マイヤーが35ミリ判カメラではなく中判カメラのローライフレックスを使用していたため、彼女の写真はほとんどのストリート・フォトグラファーの作品よりもディテールに富んでいると指摘している。マイヤーズは彼女の作品はハリー・キャラハン、ギャリー・ウィノグランド、ウィージー、そしてロバート・フランクの写真を彷彿させると書いている。また、彼女の作品には多くのセルフポートレイトが含まれており、「まるで自身のアイデンティティを確認しているか、あるいは周囲の環境に自身を投影しているかのようで、独創的な構図が多く見られる。謎の影に包まれた人物であった彼女は、しばしば自身の影を撮影した。おそらく、そこに存在しつつも同時にそこに存在しないことを示す手段だったのだろう。」と述べている。
ロバータ・スミスはニューヨーク・タイムズ紙上で、マイヤーの写真が20世紀の多くの著名な写真家を彷彿させながらも、独自の美学を持っている点に注目している。彼女はマイヤーの作品が、「百科事典的な徹底性で20世紀のストリート写真史を総括することで、その歴史に新たな一頁を刻むかもしれない。マイヤーの作品はウィージー、ロバート・フランク、リチャード・アヴェドンなど、彷彿するほぼすべての著名な写真家の作品に接近するかに見えつつ、次の瞬間には別の方向へと滑り出して行く。それでいて、彼女の作品には独特の静けさ、明瞭な構図、そして唐突な動きや激しい感情の発露に欠けていることによって特徴づけられる優しさが備わっている。」と述べている。
1970年代後半、マイヤーはローライフレックスを使うのをやめた。1980年代から1990年代にかけて撮影された写真のほとんどはカラースライドフィルムのエクタクロームを使用したものだった。

## レガシー
2013年にはマイヤーに関するドキュメンタリー映画『ヴィヴィアン・マイヤーを探して』が公開された。このドキュメンタリー映画では、マイヤーが1950年代、60年代、70年代にかけて世話をしていた、今では成長した子供たちの幾名かが出演し、彼女が写真家としての仕事と乳母としての本業をどのように両立させていたのかを追想した。
シカゴ美術館附属美術大学では2014年度から2015年度にかけて、追加の学資を必要とする女子学生にチャンスを与えるためにヴィヴィアン・マイヤー奨学金基金が設立された。この奨学金は、マルーフ、シスケル、そしてマイヤーの作品を展示、販売するハワード・グリーンバーグ・ギャラリーのオーナーであるハワード・グリーンバーグの3人の寄付によって賄われている。マルーフはプリントの販売および自身とシスケルとで製作した映画『ヴィヴィアン・マイヤーを探して』で得た資金を使い、恒久的かつ毎年提供するという意向で奨学金の設立に寄与した。申請手続きはなく、奨学金は学位、入学年度、または取り組んでいる芸術媒体に関係なく学生に授与され、受給者には芸術的自由が認められる。受給者の名前は公表されていない。

### マイヤーについてのドキュメンタリー映画
- 『ヴィヴィアン・マイヤー：乳母の写真を撮ったのは誰』(2013年） - ジル・ニコルズ監督、BBC制作[42]
  - 『ヴィヴィアン・マイヤーの謎』（2013年） - 上記タイトルの再編集版、アメリカで公開[43]
- 『ヴィヴィアン・マイヤーを探して』（2013年） - ジョン・マルーフ、チャーリー・シスケル共同監督[44][45]
- 『鏡の中の女』（2017年） - ライアン・アレグザンダー・ホアン監督、伝記短編映画[46]

### 音楽
2018年、ウェールズ出身のロックバンド、マニック・ストリート・プリーチャーズはアルバム『レジスタンス・イズ・フュータイル』のために「ヴィヴィアン」という曲を録音した。というのも作詞家のニッキー・ワイアーがマイヤーの作品のファンだからである。仲間のバンドメンバーは「彼女はおそらく史上最高のアマチュア・ジャーナリズム写真家の一人だったけれど世に知られることはなかった。ニックが写真家としてのヴィヴィアン・マイヤーに心を奪われたのは、そこに外界からのフィードバックなしに活動するアーティストの真の表象を見て取っているからだと思う。」と話した。

## アーカイブ
2017年、シカゴ大学図書館はマルーフからマイヤーの写真研究用コレクションの寄贈を受けたと発表した。

## 刊行物

### マイヤーの写真集
- Vivian Maier: Street Photographer. Brooklyn, NY: powerHouse, 2011. ISBN 978-1-57687-577-3. ジョン・マルーフ編。マルーフによるまえがきおよびジェフ・ダイヤーによる序文。
- Vivian Maier: Out of the Shadows. Chicago, IL: CityFiles, 2012. ISBN 978-0978545093. リチャード・カハーン、マイケル・ウィリアムズ共編。
- Vivian Maier: Self-Portraits. Brooklyn, NY: powerHouse, 2013. ISBN 978-1-57687-662-6. マルーフ編。
- Eye to Eye: Photographs by Vivian Maier. Chicago, IL: CityFiles, 2014. ISBN 9780991541805. リチャード・カハーン、マイケル・ウィリアムズ共編および2人によるテクスト。
- Vivian Maier: A Photographer Found. London: Harper Design, 2014. ISBN 9780062305534. マルーフ編。マーヴィン・ハイファーマンおよびハワード・グリーンバーグによるテクスト。
- The Color Work. New York City: Harper Design, 2014. ISBN 978-0062795571. ジョエル・マイロウィッツによる序文およびコリン・ウェスターベックによるテクスト。

### マイヤー関連書
- Vivian Maier: a Photographer's Life and Afterlife. Chicago: シカゴ大学出版局, 2017. Pamela Bannos著 ISBN 978-0226470757.
- Vivian Maier Developed: The Real Story of the Photographer Nanny. Brooklyn, NY: powerHouse, 2018. Ann Marks著 ISBN 978-1576879030.
- Vivian Maier und der gespiegelte Blick: Fotografische Positionen zu Frauenbildern im Selbstporträt. Bielefeld, transcript, 2019. Nadja Köffler著 ISBN 978-3-8376-4700-6.

## 展覧会

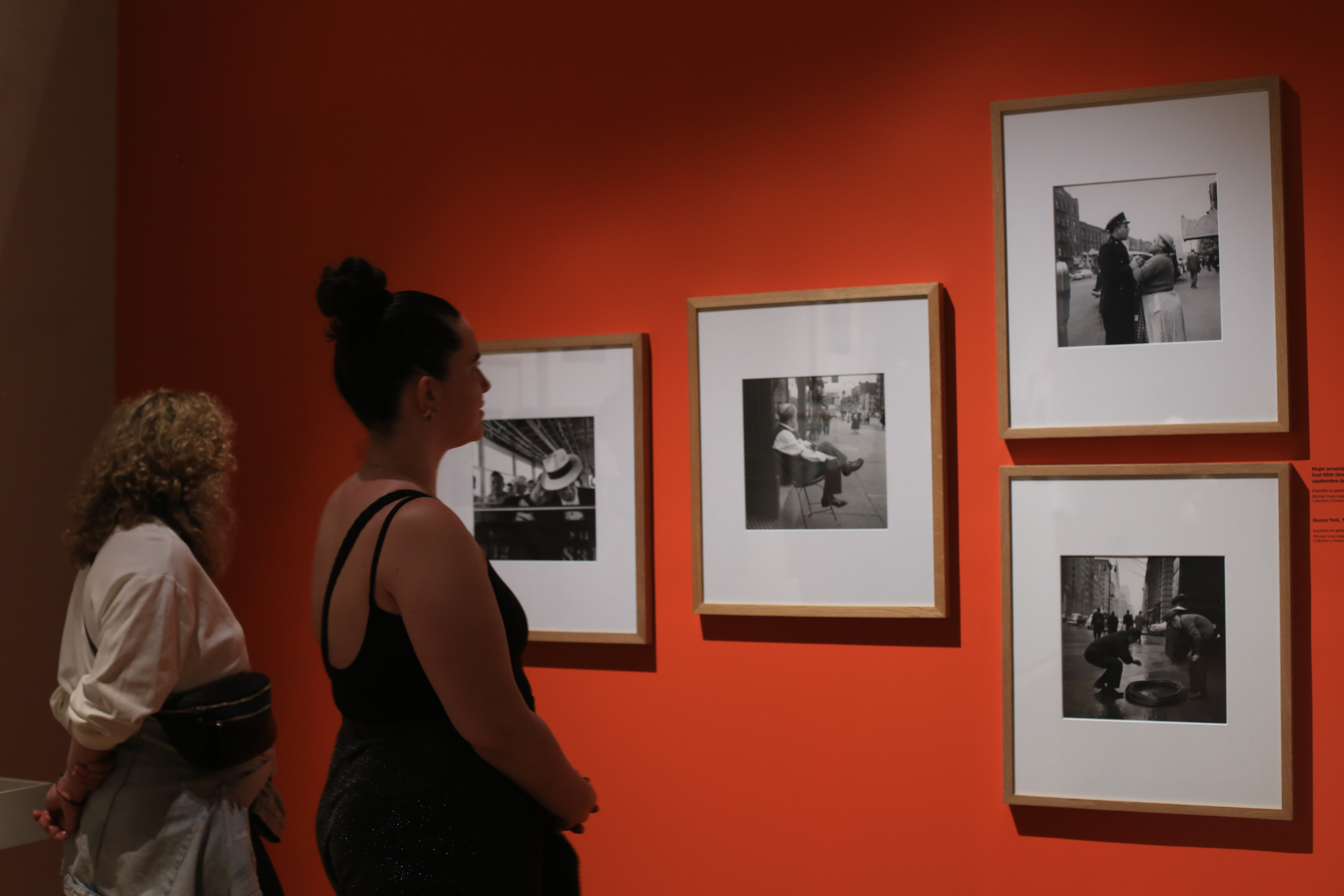
メキシコ・シティのフランツ・メイヤー美術館での展覧会、2024年3月

- March/April 2010, Bruun's Galleri, Århus, Denmark.[50]
- Finding Vivian Maier, November/December 2010, The Apartment Gallery (Apartment 02), Oslo, Norway.[51]
- Finding Vivian Maier: Chicago Street Photographer, 2011, Chicago Cultural Center.[10][52]
- Twinkle, twinkle, little star ... , 2011, Galerie Hilaneh von Kories, Hamburg, Germany.[53]
- Vivian Maier, Photographer, 2011, Russell Bowman Art Advisory, Chicago, Illinois.[54]
- Vivian Maier – A Life Uncovered, 2011, German Gymnasium, London Street Photography Festival, London.[55][56]
- Vivian Maier, Photographer, 2011/12, Hearst Gallery, New York.[57]
- Vivian Maier – A Life Uncovered, 2011, Photofusion Gallery, London.[50]
- Vivian Maier, Photographer, 2011, Stephen Cohen Gallery, Los Angeles.[58]
- Vivian Maier – Hosted by Tim Roth, 2011/12, Merry Karnowsky Gallery, Los Angeles.[50]
- Vivian Maier – Photographs 2012, Jackson Fine Art, Atlanta.[59]
- Vivian Maier's Chicago, 2012–2014, Chicago History Museum, Chicago, Illinois.
- A la recherche de Vivian Maier (In search of Vivian Maier), 2011, Saint-Julien-en-Champsaur
- A la recherche de Vivian Maier (In search of Vivian Maier), 2011, Gap Library, Gap, Hautes-Alpes, France.[60]
- Lo sguardo nascosto (The Hidden Glance), 2012, Brescia, Italy.[61]
- Vivian Maier, 2013, Antwerp, Belgium, Gallery51.[62]
- Vivian Maier: Out of the Shadows, 2013, Tampa, FL; Florida Museum of Photographic Arts.[63]
- Summer in the City, 2013, Chicago, IL; Russell Bowman Art Advisory.[64]
- Vivian Maier, 2013, Shanghai, China; Kunst.Licht Photo Art Gallery.[65]
- Загадка Вивьен Майер (The Riddle of Vivian Maier), 2013, Moscow, Russia; Lumiere Brothers Center for Photography.[50]
- Vivian Maier: Picturing Chicago, October 2013, Chicago, IL; Union League Club.[66]
- Vivian Maier: A Woman's Lens', October 2013, Waltham, MA; Women's Studies Research Center, Brandeis University.[67]
- Vivian Maier, 2013/14, Tours, France; ジュ・ド・ポーム国立美術館, Paris.[68]
- Certificates of Presence: Vivian Maier, Livija Patikne, J. Lindemann, 2014, Milwaukee, WI; Portrait Society Gallery.[69]
- Vivian Maier: Out of the Shadows, 2014, Minneapolis, MN; MPLS Photo Center.[70]
- See All About It: Vivian Maier's Newspaper Portraits, 2014, Berkeley, CA; The Reva and David Logan Gallery at UC Berkeley's Graduate School of Journalism.[71]
- Vivian Maier, Photographer, 2014, Fribourg, Switzerland; Cantonal and University Library.[72]
- Vivian Maier: Out of The Shadows, 2014, Chicago, IL; Harold Washington Library.[73]
- "Vivian Maier – Street Photographer", 2014/2015, FOAM Amsterdam, Netherlands[74]
- O Mundo Revelado de Vivian Maier, São Paulo Museum of Image and Sound, São Paulo, Brazil, 2015.[75]
- Vivian Maier – Street Photographer, 2015, Nuoro, Sardinia, Italy.[76]
- Vivian Maier – In Her Own Hands, 2016, Fundació Foto Colectania, Barcelona, Spain.[77]
- Vivian Maier – Street Photographer, 2018, WestLicht, Vienna, Austria.[78]
- Vivian Maier - Works in Color, 2020, FOAM Amsterdam, Netherlands.[79]
- Vivian Maier exhibition in the リュクサンブール美術館 in Paris, 2021/2022.[80]
- Vivian Maier: In Color, May 8, 2021 – December 31, 2022, Chicago History Museum[81]
- Vivian Maier - Exhibition Inedita, 2022, Musei Reali Torino, Italy.[82]
- Vivian Maier - The Self-Portrait and its Double, 2022, Centre for Fine Arts, Brussels, Belgium.[83]
- Vivian Maier: Anthology, 2022, MK Gallery, 英国ミルトン・キーンズ。[84]
- Vivian Maier: Unseen Work, 2024, Fotografiska New York[85]
- Vivian Maier - Anthology, 2024, Haus der Fotografie Olten[86][87]
- Vivian Maier - Unscripted, March/April 2025 KP Projects, Los Angeles.[88]